# Chloe Csengery
Chloe Csengery (Houston, 7 luglio 2000) è un'attrice statunitense.
È nota soprattutto per aver preso parte ai film horror Paranormal Activity 3, Il segnato e Paranormal Activity - Dimensione fantasma.

## Biografia
Csengery è nata e cresciuta a Houston. Ha iniziato a prendere lezioni di recitazione a 7 anni, ottenendo già da subito piccoli ruoli in alcune serie televisive come Criminal Minds e Parenthood nel 2010. Nell'anno seguente ha interpretato il ruolo della giovane Katie nell'horror Paranormal Activity 3, film in stile falso documentario, prequel di Paranormal Activity e Paranormal Activity 2. Successivamente è apparsa in altre produzioni televisive, come Up All Night, serie televisiva statunitense con protagonista Christina Applegate. Nel 2014 ha ripreso il ruolo della giovane Katie nell'horror Il segnato, quinto capitolo della saga di Paranormal Activity, e nel successivo sequel del 2015 Paranormal Activity - Dimensione fantasma. Sempre nel 2015 è comparsa nella settima stagione della serie televisiva Modern Family, vestendo i panni di Maisie.

## Filmografia

### Cinema
- Point of Death, regia di Corey Seymour (2010)
- Paranormal Activity 3, regia di Ariel Schulman e Henry Joost (2011)
- Il segnato (Paranormal Activity: The Marked Ones), regia di Christopher B. Landon (2014)
- Paranormal Activity - Dimensione fantasma (Paranormal Activity: The Ghost Dimension), regia di Gregory Plotkin (2015)
- Una famiglia al tappeto (Fighting with My Family), regia di Stephen Merchant (2019)

### Televisione
- Lopez Tonight - serie TV, 1 episodio (2010)
- Criminal Minds - serie TV, episodio 6x05 (2010)
- Parenthood - serie TV, episodio 2x09 (2010)
- Chase - serie TV, episodio 1x15 (2011)
- Up All Night - serie TV, episodi 1x08-1x10-1x11 (2011)
- iCarly - serie TV, episodio 6x02 (2012)
- Deadtime Stories - serie TV, episodio 1x10 (2013)
- Law & Order - Unità vittime speciali (Law & Order: Special Victims Unit) - serie TV, episodio 16x06 (2014)
- Modern Family - serie TV, episodi 7x02-7x14 (2015-2016)
- Speechless - serie TV, episodio 1x12 (2017)
- NCIS: Hawai'i - serie TV, episodi 1x15-1x20 (2022)
- 9-1-1 - serie TV, episodi 8x09-8x10 (2025)

## Doppiatrici italiane
Nelle versioni in italiano dei suoi lavori, Carla Jimenez è stata doppiata da:
- Agnese Marteddu in Paranormal Activity 2
- Vittoria Bartolomei in Paranormal Activity - Dimensione fantasma
- Emanuela Ionica in The Good Doctor
- Chiara Fabiano in 9-1-1